# 醉古堂剑扫
《醉古堂剑扫》為明末松陵人陸紹珩所作，清代乾隆年間改名為《小窗幽記》，並訛為松江陳繼儒之作。2003年，岳麓书社将此书正名出版，為删节版。
《醉古堂剑扫》是陆绍珩所輯，“每遇嘉言格论，丽词醒语，不问古今，随手辄记”。內容有摘自洪應明《菜根谭》、吳從先《小窗自纪》、屠隆《婆罗馆清言》、李鼎《偶谈》等，全书名言佳句1500余条，初版於明天启四年（1624年），署 “陆绍珩辑”。乾隆三十五年（1770年）書商改名为《小窗幽记》，作者亦改为陈继儒。

## 目錄
- 卷一 醒
- 卷二 情
- 卷三 峭
- 卷四 灵
- 卷五 素
- 卷六 景
- 卷七 韵
- 卷八 齐
- 卷九 绮
- 卷十 豪
- 卷十一 法
- 卷十二 倩

## 文风
该书笔法清淡，善于剖析事理。

## 评价
该书与明朝洪应明《菜根谭》、王永彬《圍爐夜話》一起并称“处世三大奇书”。

## 版本
- 现存最早的《小窗幽记》刊本為乾隆三十五年（1770年），由崔维东刊刻。
- 日本嘉永六年星文堂《醉古堂劍掃》